# Dannic
Dannic, de son vrai nom Daan Romers, né le 10 novembre 1985 à Bréda aux Pays-Bas est un disc jockey et producteur néerlandais. Il produit des morceaux aux sonorités electro house, tech house, big room et progressive house. 
Proche de Hardwell, il gagne en popularité avec plusieurs titres sortis sur son label Revealed Recordings. Il collabore avec Hardwell sur les titres Kontiki, Survivors et Chase The Sun.
Le 15 février 2015, il lance son propre label Fonk Recordings. Le label a été une filiale de Spinnin' Records mais ne l'est plus actuellement. 
En 2017, il sort Coco's Miracle avec Fedde Le Grand sur Spinnin Records. Il s'agit d'une reprise du titre de Coco "I Need a Miracle" sorti en 1996.
Il a sorti des collaborations avec les producteurs Dyro, Sick Individuals, DBSTF, Merk & Kremont, Shermanology, TV Noise, Tom & Jame.
Il fait partie des 100 meilleurs DJs du monde selon le classement du magazine DJ Mag de 2013 à 2017, avec un pic à la 26e place en 2015.

## Discographie

### Singles
- 2010 : Hardwell & DJ Funkadelic – Get Down Girl
- 2011 : Brainless – Stoemp
- 2011 : Brainless – Bots
- 2011 : Brainless – Slap
- 2011 : DJ Funkadelic – Smack
- 2011 : DJ Funkadelic & Beauriche – Spank
- 2012 : Dannic – Doster
- 2012 : Hardwell & Dannic – Kontiki [Revealed Recordings]
- 2012 : Dannic – W.O.P. (Riverdance Festival 2012 Anthem)
- 2012 :  Dannic - Pipeline
- 2012 : Dannic – Tombo
- 2012 : Jordy Dazz & Dannic – Fuego
- 2012 : Dannic – Flare
- 2013 : Dannic – Clobber
- 2013 : Dannic – Viper[4]
- 2013 : Dannic – Ignite
- 2013 : Dannic – Rocker
- 2013 : Dannic & Sick Individuals – Blueprint [Revealed Recordings]
- 2014 : Dannic - Lion [Revealed Recordings]
- 2014 : Dannic feat. Bright Lights - Dear Life [Revealed Recordings]
- 2014 : Dannic vs. Merk & Kremont - Anubi [Revealed Recordings]
- 2014 : Dannic & Dyro - Radical [Revealed Recordings]
- 2014 : Dannic - Zenith [Revealed Recordings]
- 2014 : Dannic & TV Noise - Solid [Revealed Recordings]
- 2014 : Dannic & Shermanology - Wait For You [Revealed Recordings]
- 2015 : Dannic & Lucky Date feat. Harrison - Mayday [Revealed Recordings]
- 2015 : Dannic - Fonk [Revealed Recordings]
- 2015 : Dannic feat. Bright Lights - Forever [Revealed Recordings]
- 2015 : Hardwell & Dannic feat. Haris - Survivors [Revealed Recordings]
- 2015 : Dannic vs. Tom & Jame - Clap [Revealed Recordings]
- 2015 : Dannic & Sick Individuals - Feel Your Love [Revealed Recordings]
- 2016 : Dannic & HIIO - Funky Time [Fonk Recordings]
- 2016 : We AM - Make It Go (Dannic Edit)
- 2016 : Dannic feat. Airto - Light The Sky [Revealed Recordings]
- 2016 : Dannic & Amersy - Lights Out [Fonk Recordings]
- 2016 : Dannic - Blaze [Revealed Recordings]
- 2016 : Dannic - Can You Feel It [Fonk Recordings]
- 2016 : Holl & Rush - Pheromones (Dannic Edit) [Fonk Recordings]
- 2016 : Dannic & We AM - Move [Fonk Recordings]
- 2017 : Dannic & DBSTF - Noise [Maxximize Records]
- 2017 : Dannic - Fonk It Up [Fonk Recordings]
- 2017 : Dannic & Promise Land - House It (For The Love Of) [Fonk Recordings]
- 2017 : Dannic x Tom & Jame - Ready [Spinnin' Records]
- 2017 : Dannic & Fedde Le Grand vs. Coco Star - Coco's Miracle [Spinnin' Records]
- 2017 : Dannic feat. Mahkenna - Alive [Dannic Music]
- 2018 : Dannic vs. Silvio Ecomo - In No Dip [Spinnin' Records]
- 2018 : Dannic feat. Inna - Stay [Spinnin' Records]
- 2018 : Dannic & Teamworx - Nrg [Fonk Recordings]
- 2018 : Dannic x Rob & Jack - Bring Di Fire [Fonk Recordings]
- 2018 : Dannic feat. Polina Griffith - Falling In Love (SOS) [Spinnin' Records]
- 2018 : Dannic - Clash [Fonk Recordings]
- 2018 : Dannic - Tenderlove [Spinnin' Records]
- 2018 : Dannic & Thomas Newson - No More [Fonk Recordings]
- 2018 : Dannic & HunterSynth - Higher [Fonk Recordings]
- 2019 : Dannic - Puma [Fonk Recordings]
- 2019 : Dannic & Hardwell feat. Kelli-Leigh - Chase the Sun [Revealed Recordings]
- 2019 : Dannic - Tell Me (If You Really Love Me) [Spinnin' Records]
- 2019 : Dannic & Promise Land - Over (Zonderling Edit) [Heldeep Records]
- 2019 : Dannic - Whip [Fonk Recordings]
- 2019 : Dannic & Bougenvilla - Ctrl Alt Del [Fonk Recordings]
- 2019: Dannic & Harrison - Burn Me Down [Revealed Music]
- 2019: Dannic & Teamworx - Bump N' Roll [Fonk Recordings (Spinnin')]
- 2019: Dannic & Graham Swift - True Champion [Fonk Recordings (Spinnin')]
- 2019: Dannic - Wobble [Self-released]
- 2020: Dannic & Tom & Jame - Rock Right Now [Fonk Recordings (076 Records)]
- 2020: Dannic - Feeling Kinda Strange [Spinnin' Records]
- 2020: Dannic & Rumors featuring Sweedish - Fighters Do [Spinnin’ Records]
- 2020: Dannic - Baila [Fonk Recordings]
- 2020: Dannic - Keep It Going [Fonk Recordings]
- 2020: Dannic - Pump It Up [Fonk Recordings]
- 2021: Dannic - Let You Down [Future House Music]
- 2021: Dannic featuring Dyson - Real Love [Hexagon]
- 2021: Dannic & 22Bullets - Caught Inside The Rave [Fonk Recordings]
- 2022 : Dannic & Parah Dice - Get Over You [Future House Music]
- 2022 : Funkerman & Dannic - Lucky Lovetalk [Altra Moda Music]
- 2022 : Dannic - The Rhythm [Fonk Recordings (076 Records)]
- 2022 : Dannic - Red Hot [Fonk Recordings (076 Records)]
- 2022 : Dannic - Break The Floor [Fonk Recordings (076 Records)]
- 2022 : Dannic & Kristianex - Your Love [Protocol Recordings]
- 2023 : Dannic - Electric Carnival [Fonk Recordings (076 Records)]
- 2023 : Dannic - Womp [Fonk Recordings (076 Records)]

### Remixes
- 2015 : Andrew Rayel - Dark Warrior (Dannic Remix) [Armada Music]

- 2018 : Cash Cash feat. Nikki Vianna - Jewel (Dannic Remix) [Big Beat Records]
- 2018 : Le Shuuk & Max Lean feat. Tosh - Stop (Dannic Remix) [Aesthete]
- 2018 : Dannic feat. Inna - Stay (Dannic & LoaX Remix) [Spinnin' Records]
- 2019 : Laidback Luke & Gregor Salto - Step By Step (Dannic Remix) [Mixmash Records]
- 2020 : Laidback Luke feat. Ally Brooke - Dance It Off (Dannic Remix) [Mixmash Records]
- 2021 : Dance Nation - Sunshine (Dannic Remix) [Magik Muzik]
- 2021 : Reflekt - Need To Feel Loved (Dannic Remix) [Altra Moda Music]

### Compilations
- 2012 : Dannic Bootleg Pack 2012
- 2012 : The Sound of Revealed (Mixed By Dannic & Dyro)
- 2013 : Toolroom Knights (Mixed By Dannic)

### EP et remixes
- 2014 : Dannic Selection Part 1
- 2015 : Dannic Selection Part 2
- 2015 : Wait For You (The Remixes)
- 2016 : Light The Sky (The Remixes)